# Caen Burn
Das Souterrain von Caen Burn liegt an der Westseite des Caen Burn Glen (Bachtal), in einer kleinen Streusiedlung, im Strath of Kildonan bei Hemsdale in der Grafschaft Sutherland in den schottischen Highlands. Es ist eines von 40 Souterrains in Sutherland. Bei den Souterrains wird grundsätzlich zwischen „rock-cut“, „earth-cut“, „stone built“ und „mixed“ Souterrains unterschieden.

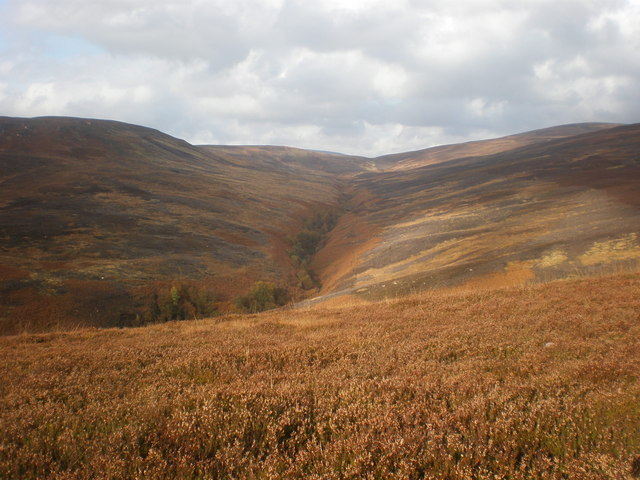
Das Tal des Caen Burn

Innerhalb einer Fundamentansammlung von Bienenkorbhütten liegt eine Hütte von 10,5 m Durchmesser, umgeben von einem kleinen Wall. Der Zugang liegt im Osten. Innen befindet sich der Eintritt zum Souterrain. Die Öffnung liegt innerhalb der rechts vom Eingang der Hütte geweiteten Mauer. Von hier führt ein zunächst nur leicht gebogener, dann stärker abknickender Gang abwärts. Das Souterrain hat eine Länge von etwa 8,0 Metern. An seinem inneren Ende ist es ungefähr 1,5 m hoch und mehr als einen Meter breit.
Bei Souterrains handelt sich um ein System unterirdischer Gänge und Kammern bzw. Nischen. Eine Verbindung von Souterrains mit obertägigen Strukturen wie Duns, Raths oder hausartigen Rundbauten ist nicht ungewöhnlich.